# Onsen de Kawauchi
El onsen de Kawauchi (川内温泉 Kawa'uchi-onsen?) es un onsen que se encuentra en lo que fue el pueblo de Kawauchi del distrito de Onsen (en la actualidad es parte de la ciudad de Toon) de la prefectura de Ehime.

## Acceso
Desde el intercambiador Kawauchi de la autovía de Matsuyama, alrededor de 1 km hacia el noreste.

## Propiedades
Contiene sodio y bicarbonato sódico. El agua tiene una temperatura de 42,3 °C, pero hay una pileta con agua a menor temperatura.
Es recomendado para dolores de nervios, músculos, hombro, golpes, problemas digestivos, entre otros.

## Área circundante
Hay una instalación construida por el Ayuntamiento de lo que fue el pueblo de Kawauchi, denominada Kawauchi Furusato Kōryūkan (川内ふるさと交流館?). Cuenta con diferentes tipos de baños termales, sauna, restaurante, sala de descanso y gimnasio.